# 圣艾蒂安莱索尔格
圣艾蒂安莱索尔格（法語：Saint-Étienne-les-Orgues，法語發音：[sɛ̃.t‿etjɛn le.z‿ɔʁɡ]）是法国上普罗旺斯阿尔卑斯省的一个市镇，位于该省西南部，属于福卡尔基耶区。

## 地理
圣艾蒂安莱索尔格（44°2'46"N, 5°46'49"E）面积48.42 平方千米，位于法国普罗旺斯-阿尔卑斯-蓝色海岸大区上普罗旺斯阿尔卑斯省，该省份为法国东南部内陆省份，北起上阿尔卑斯省，西接沃克吕兹省，西北接德龙省，南至瓦尔省，东临滨海阿尔卑斯省，东北部与意大利接壤。
与圣艾蒂安莱索尔格接壤的市镇（或旧市镇、城区）包括：克吕伊 (上普罗旺斯阿尔卑斯省)、丰蒂耶讷、拉尔迪耶、蒙洛、雅布龙河畔努瓦耶、勒韦斯圣马尔坦、雅布龙河畔圣樊尚、翁格勒。
圣艾蒂安莱索尔格的时区为UTC+01:00、UTC+02:00（夏令时）。

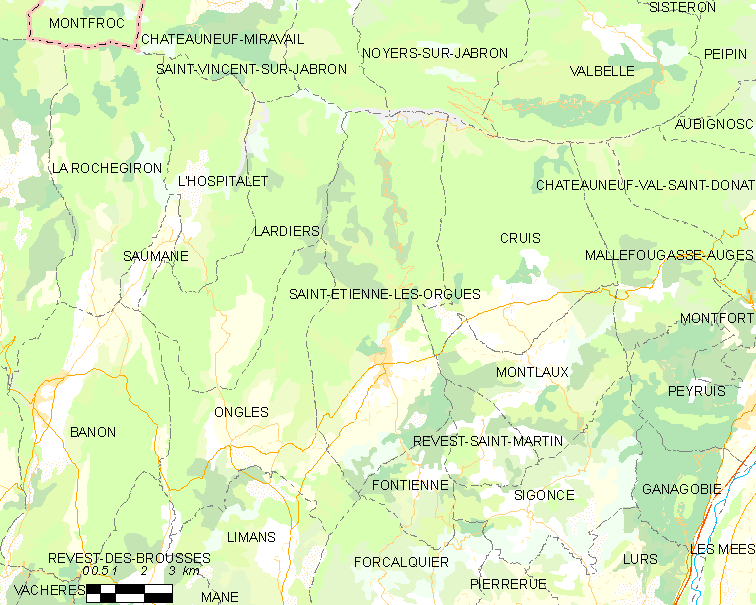
圣艾蒂安莱索尔格的OSM定位图

## 行政
圣艾蒂安莱索尔格的邮政编码为04230，INSEE市镇编码为04178。

## 政治
圣艾蒂安莱索尔格所属的省级选区为福卡尔基耶县。

## 人口

1962-2008年间圣艾蒂安莱索尔格人口变化图示

圣艾蒂安莱索尔格于2022年1月1日时的人口数量为1297人。